# Madonna: Tears of a Clown
 (août 2023).
La mise en forme du texte ne suit pas les recommandations de Wikipédia : il faut le « wikifier ».
Les points d'amélioration suivants sont les cas les plus fréquents. Le détail des points à revoir est peut-être précisé sur la page de discussion.
- Les titres sont pré-formatés par le logiciel. Ils ne sont ni en capitales, ni en gras.
- Le texte ne doit pas être écrit en capitales (les noms de famille non plus), ni en gras, ni en italique, ni en « petit »…
- Le gras n'est utilisé que pour surligner le titre de l'article dans l'introduction, une seule fois.
- L'italique est rarement utilisé : mots en langue étrangère, titres d'œuvres, noms de bateaux, etc.
- Les citations ne sont pas en italique mais en corps de texte normal. Elles sont entourées par des guillemets français : « et ».
- Les listes à puces sont à éviter, des paragraphes rédigés étant largement préférés. Les tableaux sont à réserver à la présentation de données structurées (résultats, etc.).
- Les appels de note de bas de page (petits chiffres en exposant, introduits par l'outil «  Source ») sont à placer entre la fin de phrase et le point final[comme ça].
- Les liens internes (vers d'autres articles de Wikipédia) sont à choisir avec parcimonie. Créez des liens vers des articles approfondissant le sujet. Les termes génériques sans rapport avec le sujet sont à éviter, ainsi que les répétitions de liens vers un même terme.
- Les liens externes sont à placer uniquement dans une section « Liens externes », à la fin de l'article. Ces liens sont à choisir avec parcimonie suivant les règles définies. Si un lien sert de source à l'article, son insertion dans le texte est à faire par les notes de bas de page.
- La présentation des références doit suivre les conventions bibliographiques. Il est recommandé d'utiliser les modèles {{Ouvrage}}, {{Chapitre}}, {{Article}}, {{Lien web}} et/ou {{Bibliographie}}. Le mode d'édition visuel peut mettre en forme automatiquement les références.
- Insérer une infobox (cadre d'informations à droite) n'est pas obligatoire pour parachever la mise en page.

Pour une aide détaillée, merci de consulter Aide:Wikification.
Si vous pensez que ces points ont été résolus, vous pouvez retirer ce bandeau et améliorer la mise en forme d'un autre article.
Tournées par Madonna
Rebel Heart Tour 
 (2015 - 2016) Madame X Tour 
 (2019 - 2020)

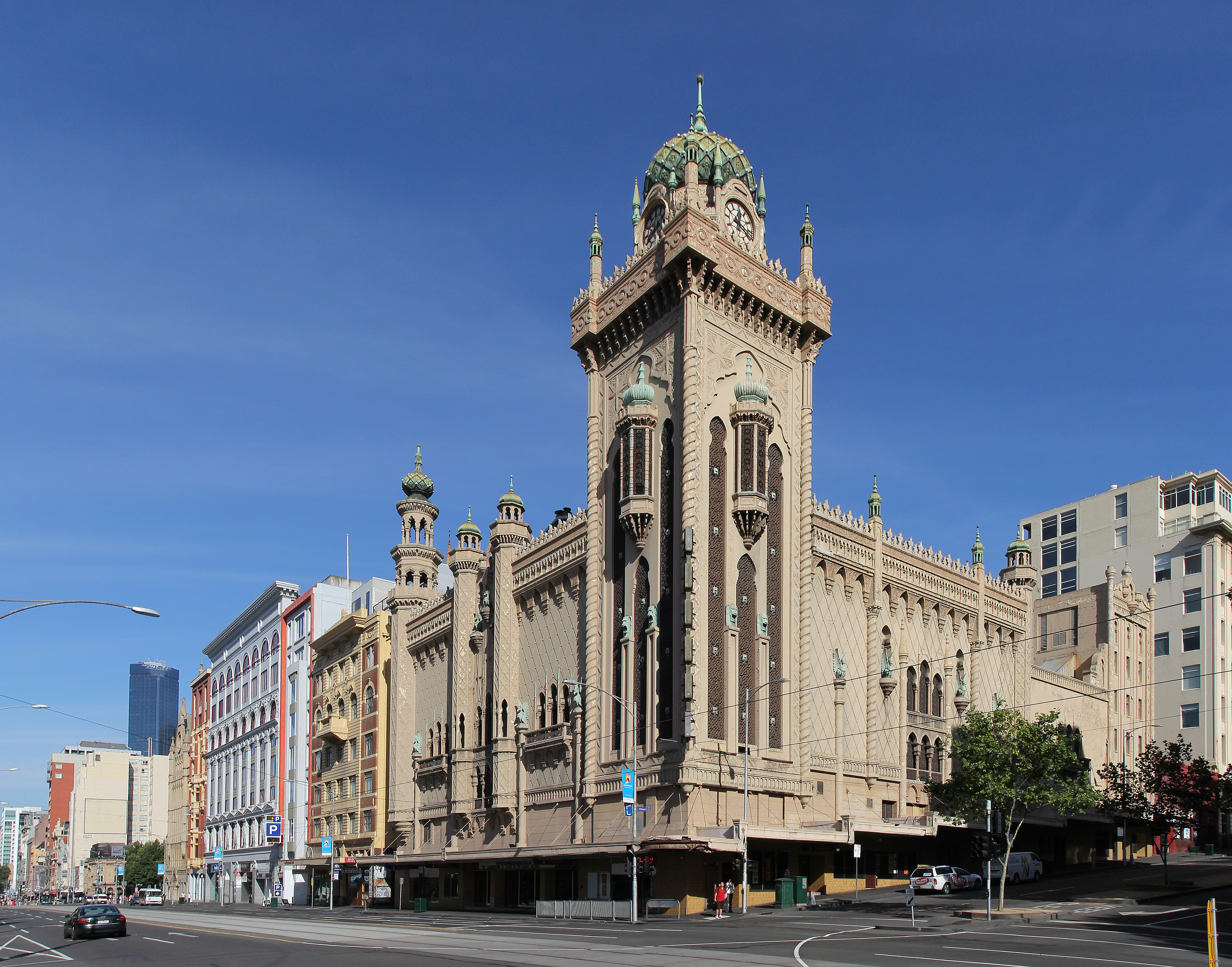
Le Forum Theatre, lieu du spectacle à Melbourne.

Tears of a Clown est un spectacle de la chanteuse américaine Madonna, donné pour la première fois au Forum Theatre de Melbourne, en Australie, le 10 mars 2016.
La chanteuse, n'ayant pas inclus l'Australie lors de ses cinq précédentes tournées de concerts (jusqu'au Rebel Heart Tour), décide donc de créer ce spectacle intime pour ses fans australiens ayant attendu si longtemps pour qu'elle s'y produise. Madonna explique que l'idée derrière « Tears of a Clown » est de combiner la musique et la narration, en étant influencée par les clowns.
Elle reprit le spectacle le 2 décembre 2016, au Faena Forum de Miami, à l'occasion d'un gala de bienfaisance, visant à vendre aux enchères des souvenirs et à collecter des fonds pour sa fondation caritative Raising Malawi. Les billets étaient chers et les objets mis aux enchères comprenaient la robe de tournée de Madonna et des photos de mariage, ainsi que des peintures lui appartenant.

## Contexte
La dernière tournée de Madonna en Australie remonte à 1993 avec The Girlie Show, sa quatrième tournée de concerts. Le pays fut ignoré lors des cinq tournées suivantes jusqu'à ce que la chanteuse sorte son treizième album studio, Rebel Heart, en 2015. Pour promouvoir l'album, Madonna annonce le Rebel Heart Tour, et confirme qu'elle viendrait en Australie lors de cette tournée, ainsi qu'en Nouvelle-Zélande pour la première fois. Avant d'arriver en Australie, Madonna annonce un spectacle supplémentaire le 10 mars 2016, au Forum Theatre de Melbourne. Le spectacle est annoncé comme un concert intime, et est décrit par la chanteuse comme « une fusion de musique, d'art et de comédie ».
Il est intitulé « Madonna : Tears of a Clown Show », et est créé pour les fans australiens de la chanteuse, qui attendaient qu'elle se produise là-bas depuis 23 ans.

## Synopsis du concert

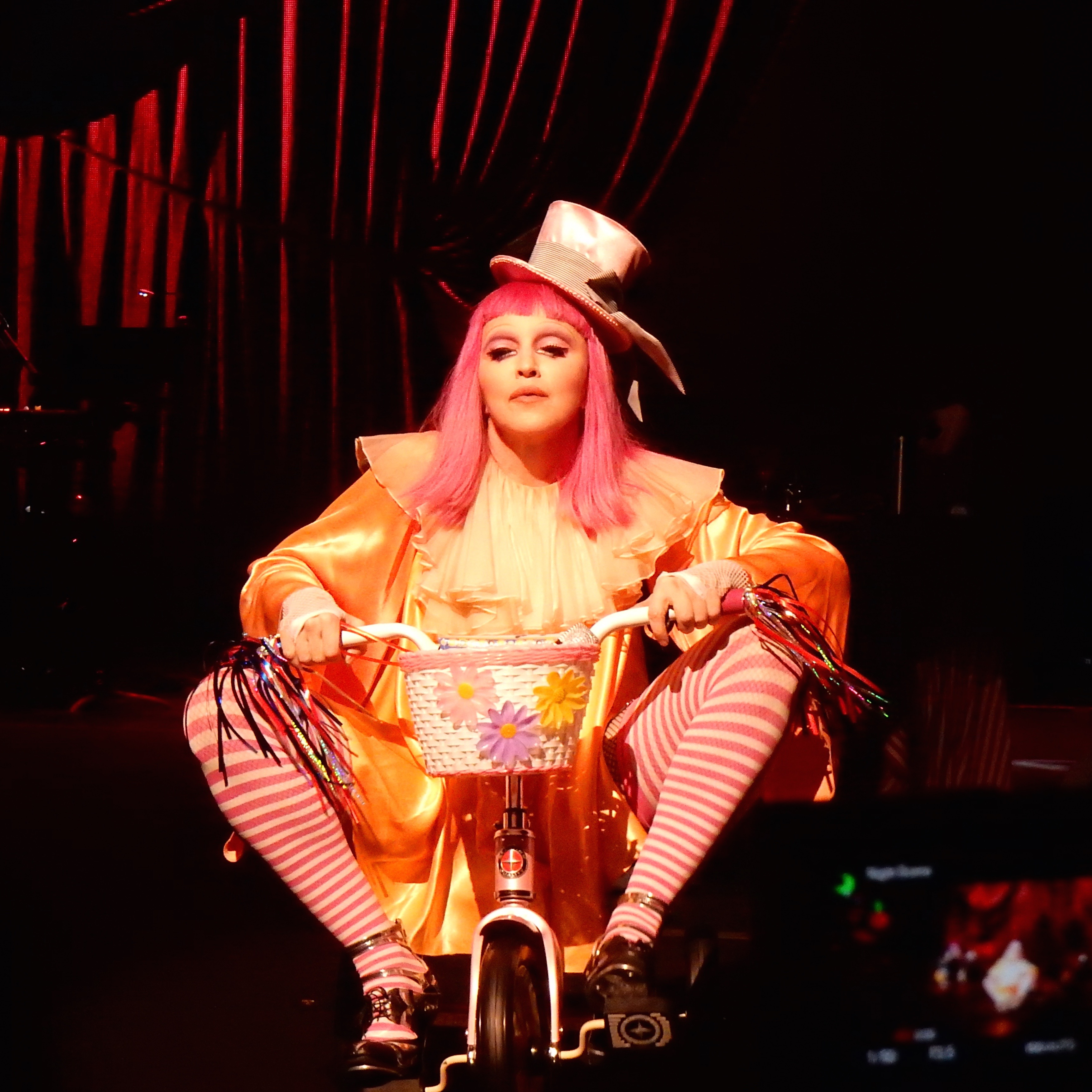
Madonna commençant le spectacle en entrant sur scène sur un tricycle et déguisée en clown.

Le jour du spectacle, les portes du Forum Theatre devaient ouvrir à 20h30, mais Madonna ayant répété jusque tard dans la nuit, le spectacle commença plus tard, à minuit.

Le spectacle commence avec l'apparition de Madonna sur scène, dans un costume de clown, composé d'une robe flottante, de bas roses et jaunes, faisant le tour de la scène dans un tricycle. Elle atteint finalement le devant de la scène et tombe du vélo. Après avoir conversé avec le public et lui avoir lancé des bonbons, Madonna commence à chanter « Send in the Clowns » de Stephen Sondheim (écrite à l'origine pour la comédie musicale de 1973, A Little Night Music), avec des images de films de Charlie Chaplin affichées en toile de fond. Elle poursuit avec « Drowned World/Substitute for Love », debout au centre. Trois chansons suivent, Madonna rejoignant le groupe et s'asseyant avec sa guitare, pour interpréter « X-Static Process », une reprise de « Between the Bars » d'Elliott Smith, « Nobody's Perfect » et « Easy Ride ». Toutes les chansons sont accompagnées de vidéos sur le thème du cirque. Madonna commence ensuite à chanter la chanson « Intervention », tout en montrant une image de son fils Rocco (la chanteuse faisant référence à sa bataille pour la garde de son fils avec son ex-mari Guy Ritchie).

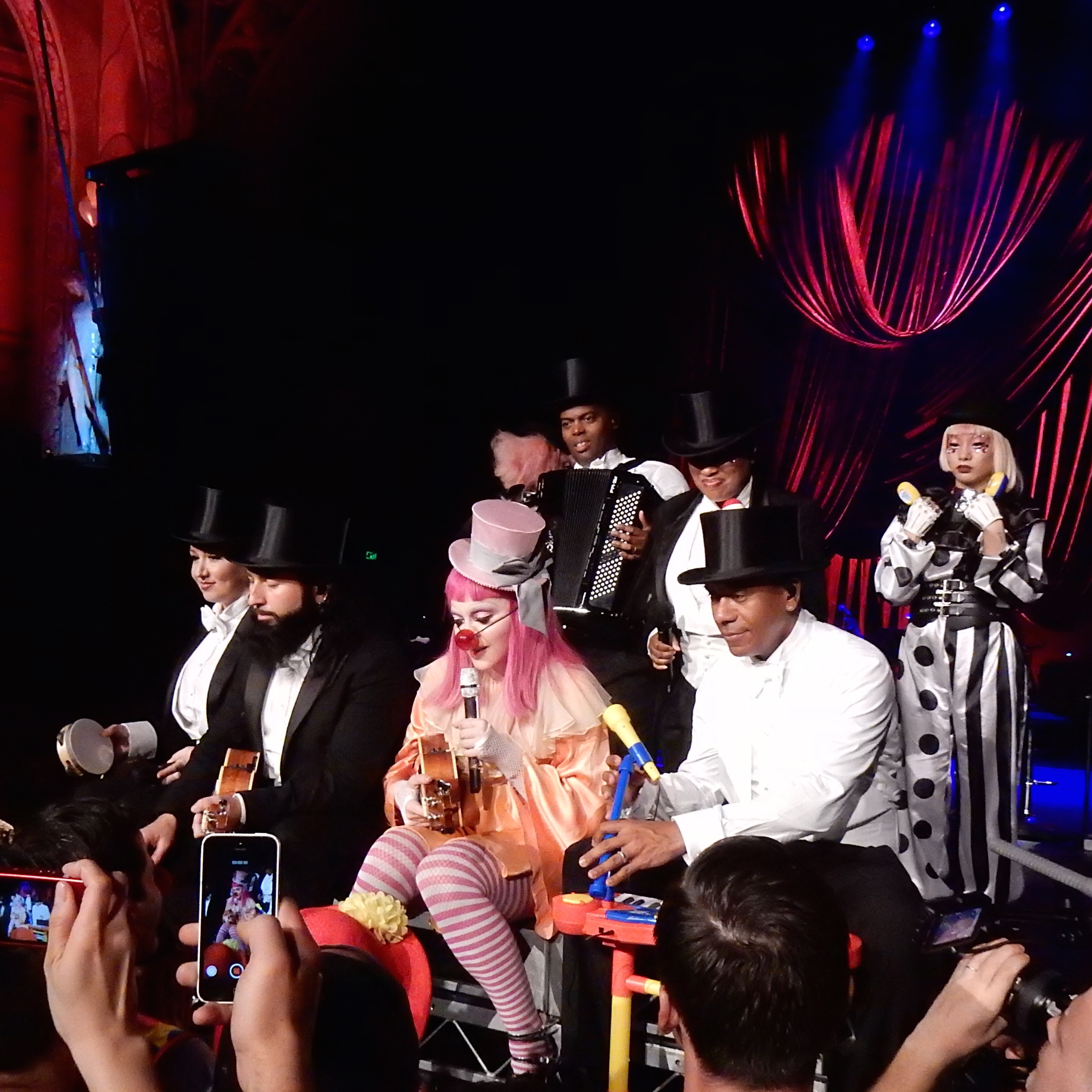
Madonna jouant du ukulélé, en interprétant Holiday, la dernière chanson du spectacle.

D'autres versions acoustiques de chansons suivent, dont « I'm So Stupid », « Paradise (Not for Me) », « Joan of Arc » et « Don't Tell Me ». Avant d'interpréter la chanson suivante « Mer Girl », Madonna explique qu'elle se trouvait dans la maison de son père et qu'elle a visité l'endroit où sa mère était enterrée. Cet endroit, envahi par les mauvaises herbes, est devenu une source d'inspiration pour la chanson. Madonna chante ensuite une version acoustique de « Borderline », suivie de « Take a Bow ». Le rappel est une version acoustique de « Holiday », durant laquelle Madonna joue du ukulélé, accompagnée de son groupe et de ses danseurs déguisés en clowns.

## Réception critique
- Cameron Adams de News.com.au écrit : « Madonna déverse une grande partie de sa tristesse dans son spectacle intime de deux heures, Tears of a Clown, émaillant les interprétations émotionnelles de ses tubes de plaisanteries et de badinages »[4] Dans un autre article sur le spectacle, Adams note que Tears of a Clown est « le genre de chose que vous n'auriez jamais pensé voir une superstar faire". Il complimente les blagues de Madonna, parlant de sa vie entre les chansons, pour être « brutes et vulnérables » et avoue que c'était « fascinant et difficile à regarder ». « Nous ne sommes pas habitués à voir Madonna sur scène faire autre chose qu'un spectacle entièrement répété et léché ». En conclusion, Adams pense que Tears of a Clown est « la direction que Madonna prendra à l'avenir pour ses tournées »[8].
- Nick Levine, de The Independent, remarque que la chanteuse "teste ses talents de comique avec une série de blagues osées et profite de l'occasion pour défendre son sens controversé de la mode[5].
- Debbie Cuthbertson, du Sydney Morning Herald, donne une critique positive du spectacle, disant que « pour la reine du self-control, il s'agit d'un aperçu ouvert, parfois même vulnérable, de sa personnalité. Elle semblait détendue, buvant des Cosmopolitans, et parlant longuement entre les chansons ». Cuthbertson salue également le choix du Forum Theatre comme lieu de représentation, estimant qu'il était un « choix inspiré », et que son équipe a illuminé la « grande dame », d'une manière qui a mis en valeur tous ses charmes délicats d'une manière dont je ne me souviens pas qu'un autre spectacle l'ait jamais fait auparavant[9].
- Lachlan Kanoniuk, critique musical pour The Guardian, a noté les blagues et anecdotes partagées sur scène par Madonna, comme étant « paillardes ». Il décrit le spectacle comme « un mélange bizarre de vieux vaudevilles, M15+, d'humour cochon et de mauvais jeux de mots. Des blagues sur les clowns, des blagues sur le sexe qui étaient vraiment très mauvaises, mais elle avait un très bon sens de l'humour ». Kanoniuk compare également le spectacle au « Piano & A Microphone Tour », tournée finale de Prince, et complimente son chant pendant « Between the Bars », le décrivant comme « n'ayant pas de changements de costumes, pas de mouvements de danse hautement synchronisés, juste Madonna jouant d'une guitare acoustique et mettant son âme à nu sur scène »[10].
- Francis Gibb du Times trouve que « la performance de Madonna pendant Intervention était un moment intime et "nu" pour la chanteuse, en raison de sa bataille juridique »[11].
- Jon Lisi de PopMatters, observe que contrairement au Rebel Heart Tour, Madonna avait « quelque chose à dire » avec le spectacle Tears of a Clown. Cependant, il ne sait pas si Madonna « était vulnérable en tant que clown ou si la chanteuse se moquait de nous ». Citant l'exemple de la chanson "Intervention" pour Rocco, Lisi explique que « bien sûr, elle aime son fils, mais peut-être qu'il s'agissait moins de sa douleur que de l'exploitation de sa douleur par la presse. Au fur et à mesure que le spectacle devenait plus intime avec chaque chanson et anecdote personnelle, une pensée dérangeante s'est insinuée dans mon esprit : et si c'était censé être une blague ? ». Lisi conclut que le spectacle avait cette capacité de « représenter un point de transition dans la carrière de Madonna, même si le but n'était pas encore clair »[12].

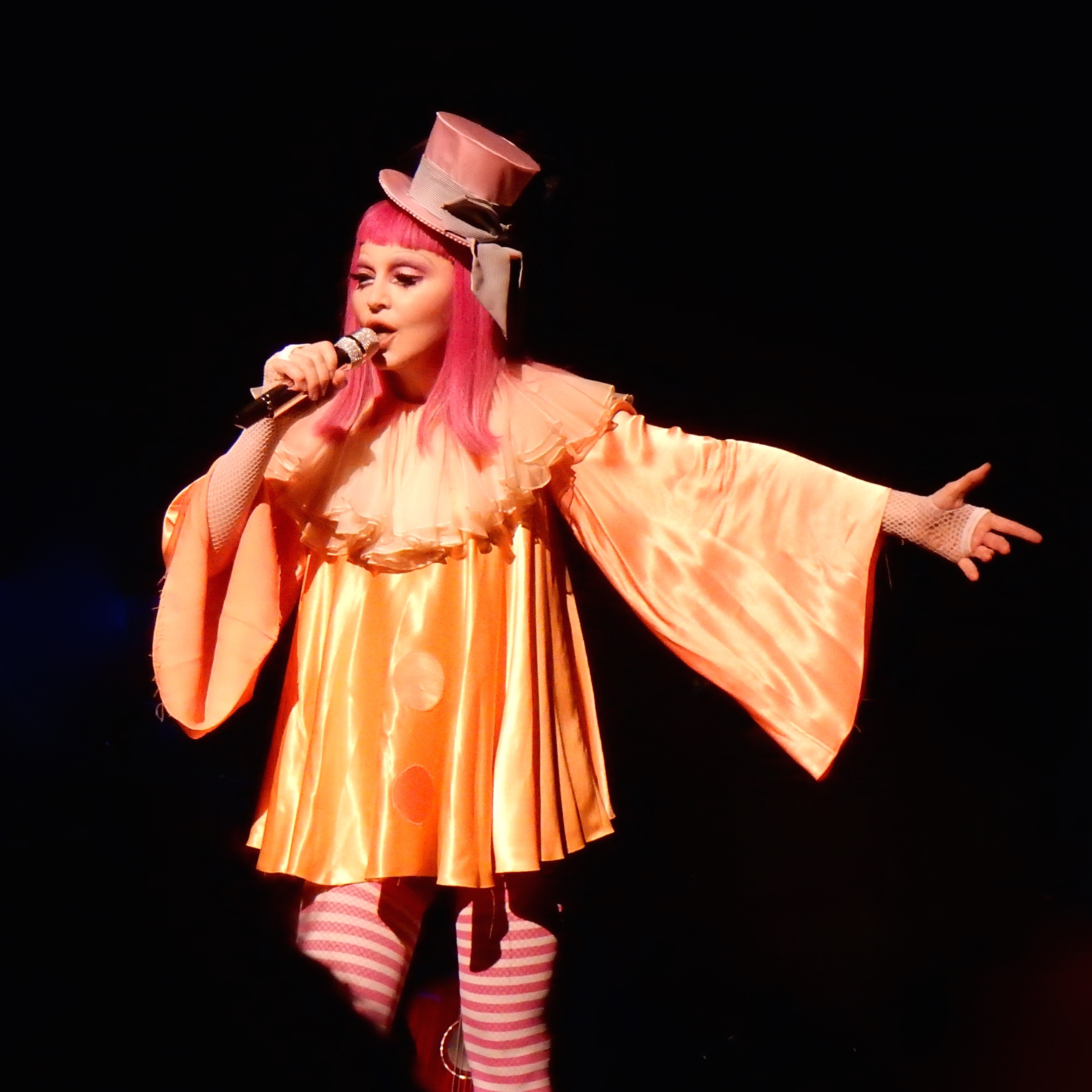

Après la fin du spectacle, plusieurs médias ont rapporté que Madonna avait pu être ivre pendant la performance. Cependant, Madonna a démenti ces rapports en répondant : « Merci de me soutenir. Dommage que les gens ne connaissent pas l'art d'agir et de jouer un personnage. Je ne pourrais jamais faire aucun de mes spectacles sous l'emprise de l'alcool ou de la drogue. Et oui, tout cela est sous-jacent au sexisme et à la mysongonie (sic), ce qui prouve que non seulement nous ne recevons pas un salaire égal, mais que nous sommes toujours traitées comme des hérétiques si nous sortons des sentiers battus et si nous pensons en dehors de la boîte ! Le sexisme est bien vivant, mais je vis pour l'amour (Living for Love) ».

## Set list

### Melbourne (10 mars 2016)
- "Send In the Clowns" (reprise)
- "Drowned World/Substitute for Love"
- "X-Static Process"
- "Between the Bars" (reprise)
- "Nobody's Perfect"
- "Easy Ride"
- "Intervention"
- "I'm So Stupid"
- "Paradise (Not for Me)"
- "Joan of Arc"
- "Don't Tell Me"
- "Mer Girl"
- "Borderline"
- "Take a Bow"
- "Holiday"

### Miami (2 décembre 2016)
- "Send In the Clowns" (reprise)
- "Like It or Not"
- "Toxic" (reprise)
- "I'm So Stupid"
- "Beautiful Stranger"
- "Easy Ride"
- "American Life"
- "Don't Tell Me"
- "Express Yourself"
- "Holiday"

## Dates
| Dates           | Ville     | Pays       | Lieu          |
| --------------- | --------- | ---------- | ------------- |
| 10 mars 2016    | Melbourne | Australie  | Forum Theatre |
| 2 décembre 2016 | Miami     | États-Unis | Faena Forum   |